# Попис становништва 2024. на Косову
Попис становништва, домаћинстава и станова 2024. на Косову је био други попис који су организовале институције једнострано проглашене и делимично признате Републике Косово. Одржан је од 5. априла до 25. маја 2024. Срби, нарочито они на северу Косова, већином су бојкотовали попис, као и претходни.